# Dải bịt
Dải bịt (zonula occludens) là một trong các hình thức liên kết đa protein có chức năng chung là ngăn chặn các chất hòa tan và nước rò rỉ, không cho các chất vào khoảng gian bào phía dưới. Dải bịt đóng vai trò hình thành các kênh chọn lọc cho cation nhỏ, anion hoặc nước đi qua. Dải bịt chỉ có ở động vật có xương sống. Ở động vật không xương sống, dải bịt được thay thế bằng cấu trúc có chức năng tương đương, đó là những cái mộng (septate junction).

## Vị trí
Ở mặt bên, ngay sát mặt tự do của tế bào biểu mô có dải bịt. Ở đây, lớp ngoài cùng của màng bào tương hai tế bào cạnh nhau hòa nhập lại một khoảng dài từ 0,1 đến 0,3 μm, trong khoảng này có nơi còn thấy khoảng gian bào hẹp.

## Chức năng
Dải bịt thực hiện các chức năng quan trọng:
- Giữ các tế bào lại với nhau.
- Chức năng hàng rào, gốm hai loại: hàng rào bảo vệ và hàng rào cản chức năng (vận chuyển, duy trì cân bằng thẩm thấu): 
  - Dải bịt duy trì sự phân cực của các tế bào bằng cách ngăn chặn các protein màng ở giữa bề mặt bờ tự do và phía mặt bên / màng đáy khuếch tán vào tế vào, cho phép nhập bào qua receptor trung gian ở bề mặt đỉnh và xuất bào màng đáy (vận chuyển xuyên màng).
  - Dải bịt chẽ ngăn cản các phân tử và ion lọt qua khoảng trống màng giữa các tế bào lân cận, chỉ cho phép các phân tử, ion này đi xuyên qua mô bằng cách khuếch tán hoặc vận chuyển tích cực.[3] Dải bịt đóng vai trò này trong việc duy trì hàng rào máu não). Vẫn chưa rõ liệu phương thức kiểm soát qua hệ thống hàng rào dải bịt là chủ động hay thụ động và cách thức hình thành con đường này.[4]

Trong sinh lý học người có hai loại biểu mô chính sử dụng các loại cơ chế hàng rào riêng biệt. Cấu trúc biểu bì (da) tạo thành một hàng rào biểu mô lát tầng sừng hóa. Mặt khác, biểu mô trong cơ thể thường dựa vào dải bịt để tạo hàng rào. Loại hàng rào này hầu hết chỉ được cấu trúc từ một hoặc hai lớp tế bào. Không rõ liệu dải bịt có đóng vai trò nào trong chức năng hàng rào da và niêm mạc, nhưng nghiên cứu gần đây cho thấy nghi vấn trên là có thể xảy ra.